# Харалд Шулц-Хенке
Харалд Шулц-Хенке (на немски: Harald Schultz-Hencke) е германски психоаналитик и застъпник на неофройдизма.

## Биография
Роден е на 18 август 1892 година в Берлин, Германия. Отт 1911 г. следва медицина, философия и психиатрия във Фрайбург, при преподаватели като Хайнрих Рикерт, Едмунд Хусерл, Мартин Хайдегер, Алфред Хохе и Фердинанд Керер. През 1914 той доброволно се записва на военна служба за Германия.
След края на медицинското следване се насочва към психоанализата. През 1922 г. започва обучението си в Психоаналитичния институт на Берлин. Заедно с Ото Фенихел организира така наречения „детски семинар“, неофициална дискусионна група от млади психоаналитици.
Заради непрестанната си критика против фройдистките метапсихология и либидотеория и своите активни терапевтични мотоди, той получава забрана да преподава. По-късно, както Феликс Боем, Карл Мюлер-Брауншвайг, Кемпер и други психоаналитици, така и Шулц-Хенке става член на Германския институт по психологически изследвания и психотерапия.
На 4 май 1945 г. Шулц-Хенке и Вернер Кемпер основават Институт по психопатология и психотерапия (ИПП). 1945 г. следва и учредяването на „неоаналитичния съюз“.
Умира на 23 май 1953 година в Берлин на 60-годишна възраст.